# الكسندر فرنسيس ماكدونالد
الكسندر فرنسيس ماكدونالد هو سياسي كندي، ولد في 1818 في ساوث غلينغاري في كندا، وتوفي في 12 أبريل 1913 في كورنوال في كندا. حزبياً، نشط في الحزب الليبرالي الكندي. وقد انتخب عضو مجلس العموم الكندي.